# Кієрія Штарка
{{#ifeq:0|0|{{#if:Kiaeria starkei|{{#if:|[[]}}|[[]]}}}}
Кієрія Штарка (Kiaeria starkei) — вид мохів порядку дикранальних (Dicranales).

## Поширення
Батьківщиною є Європа, Північна Америка, Азія.
Населяє кислу породу чи піщаний ґрунт у тріщинах скель; від субальпійських до альпійських висот.

## Характеристика
Рослини від зелених до жовтих, переважно блискучі, в нещільних пучках. Стебла 1–2(4) см. Листки переважно серпувато-другі, в сухому стані закручені на кінчиках, ланцетні, поступово шилуваті, 2–4.5 мм, краї дистально 1-шаруваті. Коробочка в сухому стані чітко ребриста, урноподібна, 1.3–2 мм. Спори 13–21 мкм.